# ان لان ۲۰۰۰
اِن لان ۲۰۰۰ (به انگلیسی: En L'An 2000)به مجموعه تصاویری می‌گویند که هنرمندان فرانسوی از جمله ژان مارک کوته در اوایل قرن بیستم و اواخر قرن نوزدهم با استفاده از تصورات خود، فناوری‌ها و اختراعات سال ۲۰۰۰ را که در فرانسه به ارمغان خواهند آمد را به تصویر کشیدند. این اثرات ابتدا در قالب کاغذ چاپ شد کارت‌های پستال و جعبه‌های سیگار تولید شدند اما با توجه به مشکلات مالی هرگز توزیع نشدند تا اینکه آیزاک آسیموف (issac asimov) نویسنده اسطوره علمی تخیلی آنها را در سال ۱۹۸۶ با عنوان (چشم‌انداز قرن از سال ۲۰۰۰) منتشر کرد.

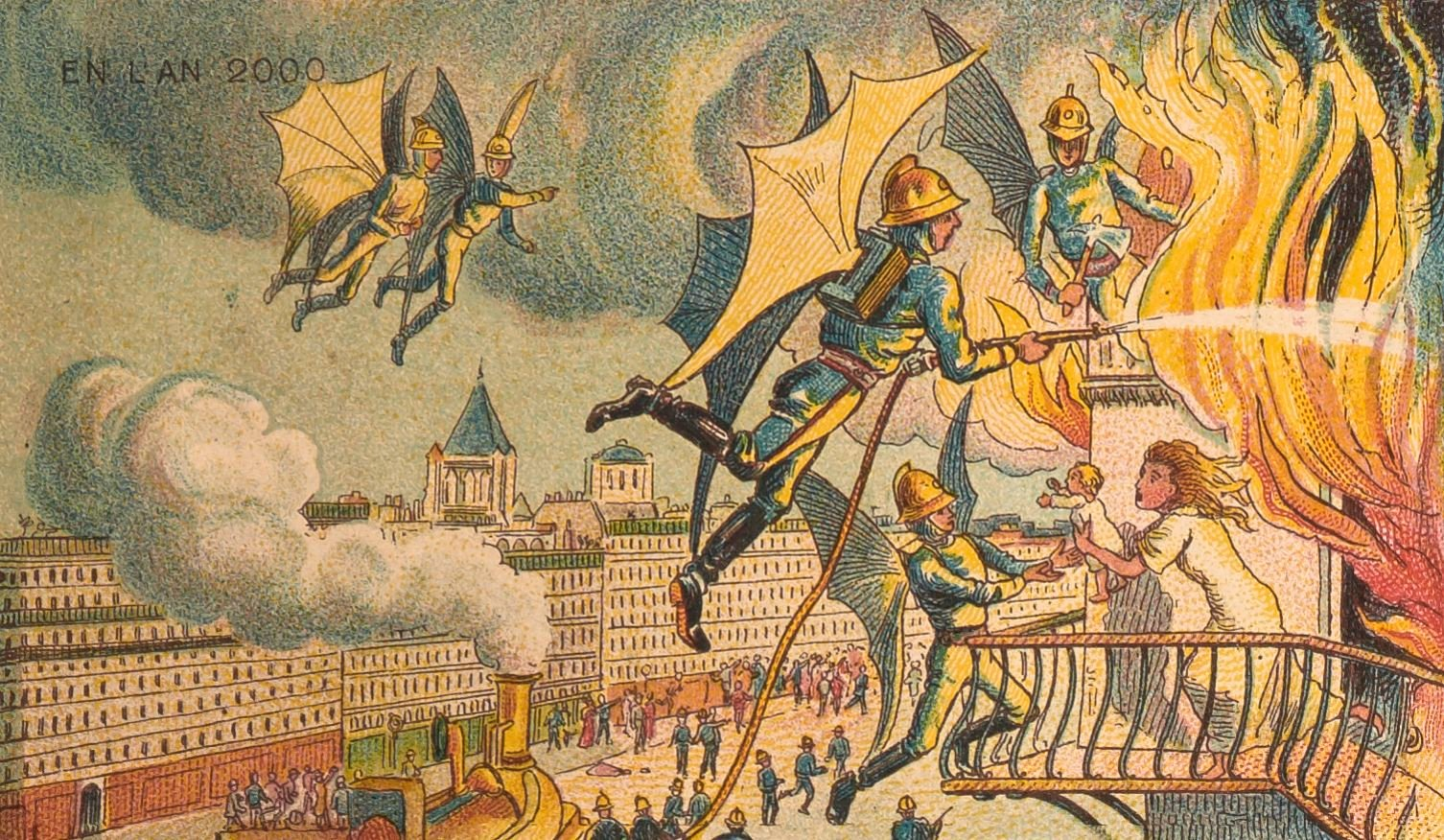
آتش نشانان پرنده
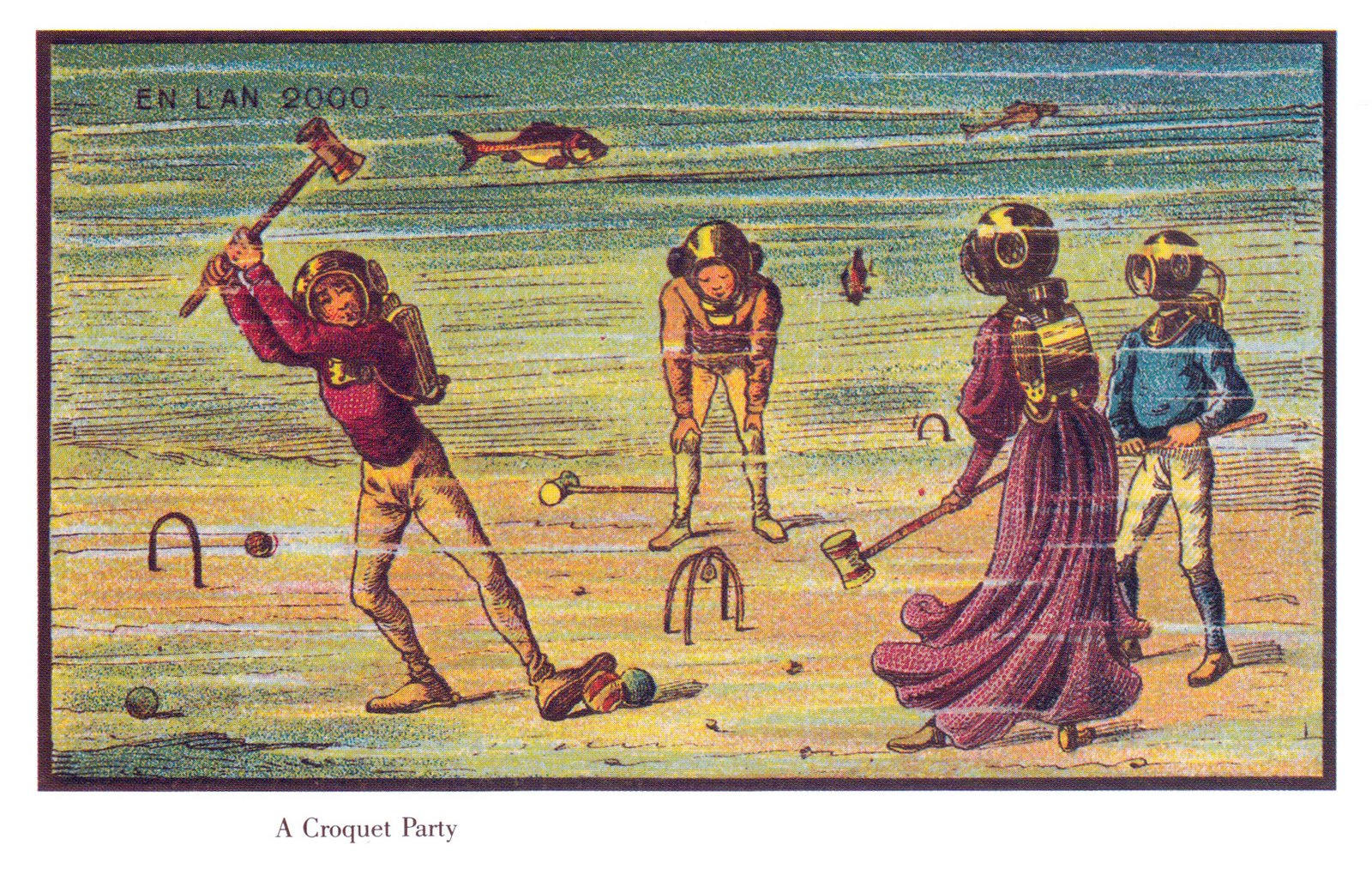
کروکت زیر آب
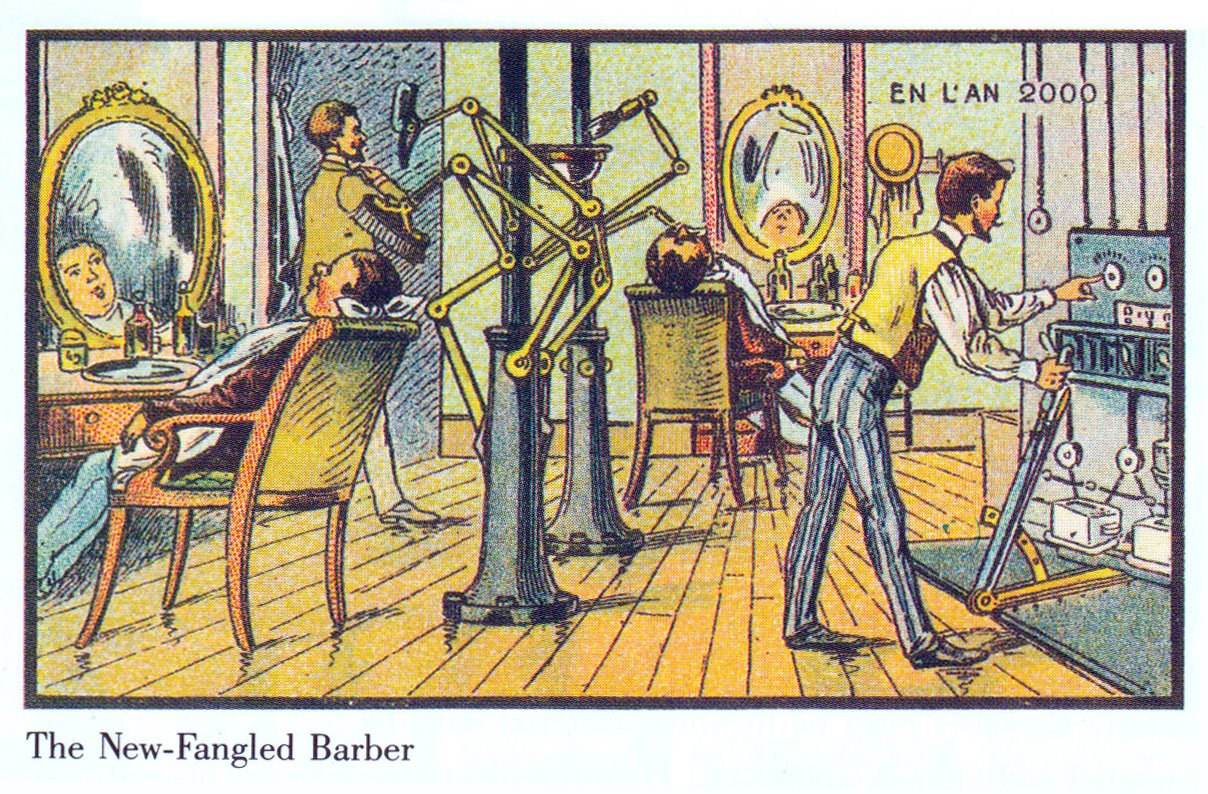
سلمانی
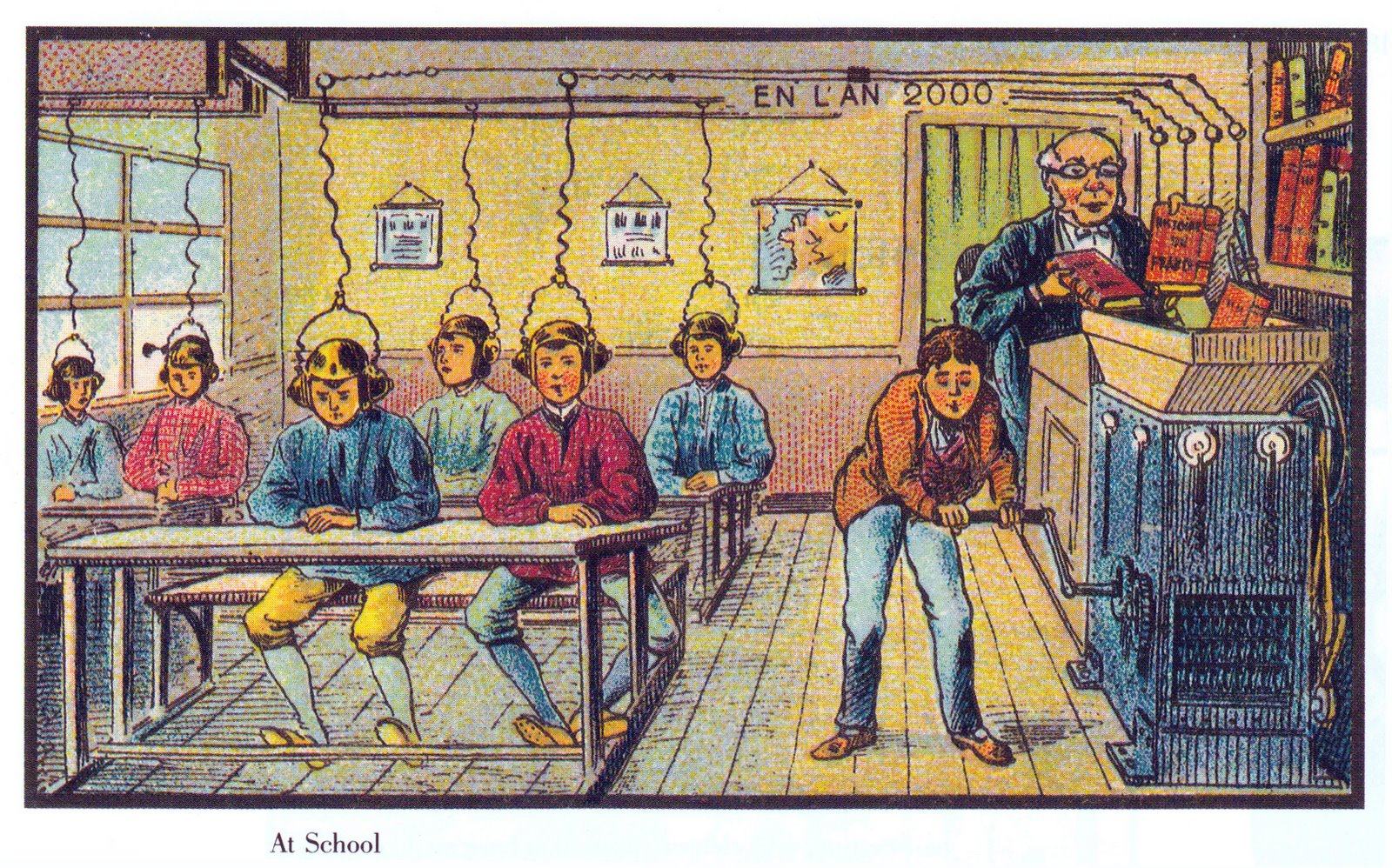
مدارس آینده